# Ruy Guerra
Ruy Alexandre Guerra Coelho Pereira (Lourenço Marques, 22 agosto 1931) è un regista, sceneggiatore, montatore e attore brasiliano.

## Biografia
Guerra nacque in Mozambico, quando era ancora una colonia del Portogallo, il 22 agosto 1931, da genitori portoghesi. Studiò in una scuola di cinema a Parigi nel 1952. Nel 1958 iniziò la sua carriera come assistente alla regia in molti film francesi. Successivamente diresse il suo primo lungometraggio Os Cafajestes nel 1962. Nel 1964 Guerra diresse anche I fucili. Dopo diresse anche Tendres Chasseurs nel 1969 e Os Deuses e os Mortos nel 1970. A causa del tumultuoso panorama politico del 1970 Guerra fu costretto a interrompere le riprese fino al 1976, quando diresse La caduta.
Nel 1980 tornò in Mozambico dove girò Mueda, Memória e Massacre, il primo lungometraggio in quel paese. Nel 1982 Guerra fece Erêndira in Messico, sulla base dei lavori di Gabriel García Márquez. Egli diresse inoltre la commedia musicale A Ópera do Malandro nel 1985, basato sul libero adattamento teatrale di Bertolt Brecht L'opera da tre soldi. Nel 2000 presentò in concorso al 53º Festival di Cannes il film Estorvo. Guerra è apparso in molti film come attore, e in questa veste è conosciuto al pubblico internazionale soprattutto per aver impersonato Pedro de Ursúa nel film Aguirre, furore di Dio nel 1972.

## Vita privata
Guerra in prime nozze ha sposato Nara Leão, dalla quale ha poi divorziato; la sua seconda moglie è stata Leila Diniz, che gli ha dato la figlia Janaina prima di morire in una sciagura aerea; il terzo matrimonio, quello con Cláudia Ohana, che l'ha reso padre dell'attrice Dandara Guerra, è terminato col divorzio dopo poco tempo.

## Filmografia parziale

### Regista e sceneggiatore
- Os Cafajestes (1962)
- I fucili (Os fuzis) (1964)
- Os deuses E Os Mortos (1970)
- Ternos Caçadores (1970)
- La caduta (A queda), co-regia con Nelson Xavier (1978)
- Mueda, Memoria e Massacre (1981)
- Eréndira (1984)
- Ópera do Malandro (1986)
- Fábula de la Bella Palomera (1988)
- Kuarup (1989)
- Estorvo (2000)
- Portugal S.A. (2004)
- O Veneno da Madrugada (2005)
- Oblivious Memory (2016)

### Attore
- Aguirre, furore di Dio (Aguirre, der Zorn Gottes), regia di Werner Herzog (1972)
- La caduta (A queda), co-regia con Nelson Xavier (1978)